# 巴西外交部
巴西外交部（葡萄牙語：Ministério das Relações Exteriores）是巴西一個负责該國与其他国家外交关系的政府部門。巴西外交部總部位於巴西利亞伊塔馬拉蒂宮。

## 外部鏈接
- Official website of the Ministry of Foreign Affairs （葡萄牙語）
  - Official website of the Ministry of Foreign Affairs （页面存档备份，存于） （英語）
- Official website of the Ministry of Foreign Affairs （页面存档备份，存于） (Archive) （英語）
- Official website of the Instituto Rio Branco, the Brazilian Diplomatic Academy （页面存档备份，存于） （葡萄牙語）